# Arroyo Maneco
Der Arroyo Maneco ist ein Fluss im Norden Uruguays. Er bildet einen Teil der westlichen Grenze des von Uruguay und Brasilien beanspruchten Gebietes Rincón de Artigas.
Er entsteht aus dem Zusammenfluss der in der Cuchilla Negra im Grenzgebiet der uruguayischen Departamentos Artigas und Salto bei Masoller entspringenden Arroyo de la Línea und Arroyo de los Caraguatás. Diese bilden gemeinsam den nach Norden fließenden Arroyo Maneco, der als linksseitiger Nebenfluss einige Kilometer östlich des Cerro Sepulturas in den Arroyo de la Invernada mündet.